# Forever Love (canción de Gary Barlow)
«Forever Love» es una canción escrita e interpretada por el cantautor británico Gary Barlow. Se lanzó en julio de 1996 como su primer sencillo en solitario grabado tras la disolución temporal de Take That, banda de la cual integra. Forma parte de su álbum debut, Open Road lanzado al año siguiente. Debutó directamente en la primera ubicación de la lista de sencillos del Reino Unido donde permaneció una semana. Asimismo logró ubicarse entre los diez primeros puestos en varios países, incluyendo Irlanda, Alemania, Australia, Países Bajos y Suiza. La canción está incluida en la banda sonora de la película The Leading Man estrenada en 1996.

## Significado
La letra habla de una persona que, tras un largo periodo de «vacío» a nivel sentimental, por fin ha encontrado el amor.
Sin embargo, esta historia, que ahora habita totalmente sus pensamientos, avanza en medio de dudas e incertidumbres, que se traducen en sus actitudes encontradas hacia su pareja. Y se pregunta si este sentimiento está destinado a durar para siempre y si esto es lo que realmente quiere.

## Recepción de la crítica
La revista británica Music Week calificó la canción con cuatro estrellas sobre cinco y escribió: «Las indiscutibles habilidades de Barlow como compositor son evidentes en esta melancólica balada que llega a un clímax dramático. Un número uno infalible». El editor Alan Jones agregó: «Una balada introspectiva, que comienza lentamente y se vuelve cada vez más urgente y convincente. Aparte de la delicada voz de Barlow, predominada notoriamente por el piano, es una apuesta romántica del tipo que sus fans debieron haber estado esperando. Uno de los mayores éxitos del año.»

## Vídeo musical
El vídeo musical de la canción dirigido por Sophie Muller, esta rodado íntegramente en blanco y negro. En el se ve a Gary Barlow levantándose de la cama y afrontando el día, durante el cual es testigo de distintas manifestaciones del amor que existe entre las personas, antes de regresar a su estudio.

## Lista de canciones
| Sencillo en CD |                               |          |  |
| N.º            | Título                        | Duración |  |
| 1.             | «Forever Love»                | 4:36     |  |
| 2.             | «I Miss It All»               | 4:02     |  |
| 3.             | «Forever Love» (instrumental) | 4:37     |  |

## Posicionamiento en listas y certificaciones
| Lista (1996)                     | Mejor posición |
| -------------------------------- | -------------- |
| Alemania (Media Control AG)      | 5              |
| Australia (ARIA)                 | 7              |
| Austria (Ö3 Austria Top 40)      | 11             |
| Bélgica (Flandes) (Ultratop 50)  | 5              |
| Bélgica (Valonia) (Ultratop 50)  | 4              |
| República Checa (IFPI CR)        | 3              |
| Dinamarca (IFPI)                 | 3              |
| Escocia (Scottish Singles Chart) | 2              |
| España (AFYVE)                   | 1              |
| Eurochart Hot 100                | 3              |
| Finlandia (OFC)                  | 6              |
| Francia (SNEP)                   | 27             |
| Hungría (Mahasz)                 | 6              |
| Irlanda (IRMA)                   | 3              |
| Italia (Musica e dischi)         | 8              |
| Letonia (Latvijas Top 40)        | 8              |
| Lituania (M-1)                   | 1              |
| Noruega (VG-lista)               | 9              |
| Países Bajos (Dutch Top 40)      | 7              |
| Reino Unido (UK Singles Chart)   | 1              |
| Suecia (Sverigetopplistan)       | 12             |
| Suiza (Schweizer Hitparade)      | 5              |

| País         | Lista (1996)               | Posición |
| ------------ | -------------------------- | -------- |
| Alemania     | Offizielle Deutsche Charts | 56       |
| Bélgica      | Ultratop flamenca          | 43       |
| Bélgica      | Ultratop valona            | 36       |
| Europa       | Eurochart Hot 100          | 45       |
| Italia       | Hit Parade Italia          | 54       |
| Países Bajos | Nederlandse Top 40         | 73       |
| Reino Unido  | Official Charts Company    | 40       |
| Suecia       | Sverigetopplistan          | 62       |
| Suiza        | Schweizer Hitparade        | 14       |

### Certificaciones
| País        | Organismo certificador | Certificación | Ventas  | Ref.   |
| ----------- | ---------------------- | ------------- | ------- | ------ |
| Reino Unido | BPI                    | Oro           | 400 000 | [ 37 ] |

### Sucesión en listas
| Anterior: «Seven Days and One Week» de B.B.E. | AFYVE — Sencillo número uno 8 de julio de 1996 — 28 de julio de 1996             | Siguiente: «Freedom» de Robbie Williams |
| Anterior: «Killing Me Softly» de Fugees       | UK Singles Chart — Sencillo número uno 14 de julio de 1996 — 20 de julio de 1996 | Siguiente: «Wannabe» de Spice Girls     |